# Deprotonacija
Deprotonacija je otklanjanje (transfer) protona (vodonikovog katjona, H+) Bronsted-Lorijeve kiseline u obliku kiselo-bazne reakcije formirane konjugovanjem bazi i kiseline. Komplementarni, obrnuti proces, kada se proton dodaje (prenosi) na Bronsted-Lorijevu bazu, je protonacija. Formirani oblik je konjugirana kiselina i baza.

## U vodenom rastvoru: Bronsted-Lorijeva teorija kiselina-baza
Deprotonacija nastaje kada se kiselina, koja je jača od vode dovede u (vodeni) rastvor. Kiselina se deprotonizuje, a zatim deluje kao donor protona, a deo vode kao protonski akceptor. To je protonizacija hidroksilnog jona. Primer je deprotonacija sirćetne kiseline ( = 4,75) u vodi ( = 15):
{\displaystyle \mathrm {CH_{3}COOH\ +\ H_{2}O\ \rightleftharpoons \ CH_{3}COO^{-}\ +\ H_{3}O^{+}} }
Deprotonacija se takođe može javiti kada se baza uvede u vodeni medijum. Osnova tada deluje kao protonski akceptor. Voda zauzvrat odaje proton, da se formira hidroksidni jon. Primer je deprotonacija vode ( = 15) prema amonijaku ( = 35):
{\displaystyle \mathrm {CH_{3}COOH\ +\ H_{2}O\ \rightleftharpoons \ CH_{3}COO^{-}\ +\ H_{3}O^{+}} }
{\displaystyle \mathrm {NH_{3}\ +\ H_{2}O\ \rightleftharpoons \ NH_{4}^{+}\ +\ OH^{-}} }

## Pregled
Strukture koje mogu ili prihvatiti ili donirati proton se nazivaju amfiprotonskim. Primer je molekul  (vode), koja može dobiti proton da formira hidronijum jon, , ili izgubiti proton, ostavljajući hidroksilni jon, OH-
Relativna sposobnost molekule da donira proton meri se njegovom pKa vrednošću. Niska vrednosti pKa ukazuje na to da je jedinjenje kiselo i da će lako prepustiti svoj proton bazi. Tako pKa jedinjenja određuje mnoga svojstva, ali najznačajnija je stabilnost konjugata baze. To prvenstveno određuje sposobnost (ili nesposobnost) konjugovane baze za stabilizaciju negativnog naboja. Jedan od najvažnijih načina procene je sposobnost konjugirane baza za distribuciju negativnog naboja koristi rezonansu. Recipijentna grupa elektrona (koja može stabilizovati molekule povećanjem distribucije punjenja) ili donirajuća grupa (koja destabilizira redukovanjem distribucije protona) prisutne su u molekulu i određuju njegovu pKa vrednost. Korišteni rastvarači mogu pomoći u stabilizaciji negativnog naboja konjugovane baze.
Korisnost baze za deprotonaciju zavisi od njene pKa vrednosti. Kada jedinjenje nije jako kiselo, i stoga ne otpušta lako protone, potrebna je jača baza nego što je hidroksid. Hidridi su jedna od mnogih vrsta jakih deprotonirajućih agenasa. Opšti hidridi koriste natrijum-hidrid i kalijum-hidrid. Hidrid formira vodonik sa protonom iz drugih molekula.